# Saint-Gérand-de-Vaux
Pour les articles homonymes, voir Saint-Gérand (homonymie).
Saint-Gérand-de-Vaux est une commune française, située dans le département de l'Allier en région Auvergne-Rhône-Alpes.

## Géographie
Saint-Gérand-de-Vaux est située entre Moulins et Varennes-sur-Allier. Elle est limitrophe avec six communes :
| La Ferté-Hauterive | Bessay-sur-Allier    | Gouise    |
|                    | Saint-Gérand-de-Vaux | Treteau   |
| Saint-Loup         |                      | Montoldre |

La route nationale 7 passe à la frontière avec la commune de La Ferté-Hauterive. Seules des routes départementales d'intérêt local desservent le village : la RD 32 en direction de La Ferté-Hauterive et Treteau, ainsi que la RD 105 vers Gouise, Saint-Loup et Varennes-sur-Allier.

### Climat
Pour des articles plus généraux, voir Climat d'Auvergne-Rhône-Alpes et Climat de l'Allier.
En 2010, le climat de la commune est de type climat océanique dégradé des plaines du Centre et du Nord, selon une étude du CNRS s'appuyant sur une série de données couvrant la période 1971-2000. En 2020, Météo-France publie une typologie des climats de la France métropolitaine dans laquelle la commune est exposée à un climat océanique altéré et est dans la région climatique Centre et contreforts nord du Massif Central, caractérisée par un air sec en été et un bon ensoleillement.
Pour la période 1971-2000, la température annuelle moyenne est de 11,1 °C, avec une amplitude thermique annuelle de 16 °C. Le cumul annuel moyen de précipitations est de 786 mm, avec 10,9 jours de précipitations en janvier et 7,4 jours en juillet. Pour la période 1991-2020, la température moyenne annuelle observée sur la station météorologique de Météo-France la plus proche, sur la commune de Paray-sous-Briailles à 10 km à vol d'oiseau, est de 11,7 °C et le cumul annuel moyen de précipitations est de 744,7 mm,. Pour l'avenir, les paramètres climatiques de la commune estimés pour 2050 selon différents scénarios d'émission de gaz à effet de serre sont consultables sur un site dédié publié par Météo-France en novembre 2022.

## Urbanisme

### Typologie
Au 1er janvier 2024, Saint-Gérand-de-Vaux est catégorisée commune rurale à habitat très dispersé, selon la nouvelle grille communale de densité à 7 niveaux définie par l'Insee en 2022.
Elle est située hors unité urbaine. Par ailleurs la commune fait partie de l'aire d'attraction de Moulins, dont elle est une commune de la couronne,. Cette aire, qui regroupe 64 communes, est catégorisée dans les aires de 50 000 à moins de 200 000 habitants,.

### Occupation des sols

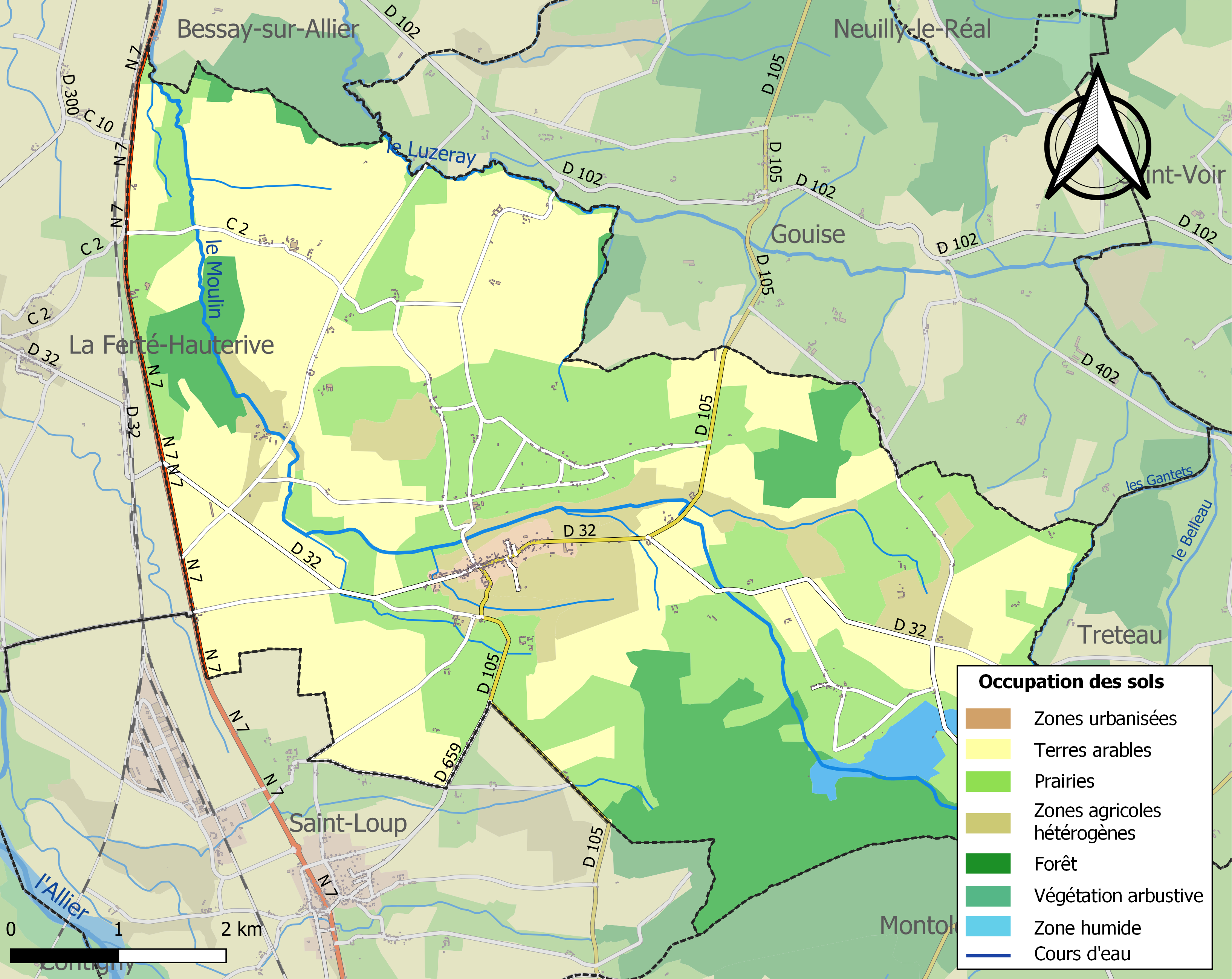
Carte des infrastructures et de l'occupation des sols de la commune en 2018 (CLC).

L'occupation des sols de la commune, telle qu'elle ressort de la base de données européenne d’occupation biophysique des sols Corine Land Cover (CLC), est marquée par l'importance des territoires agricoles (82,7 % en 2018), en diminution par rapport à 1990 (83,7 %). La répartition détaillée en 2018 est la suivante : 
terres arables (42 %), prairies (32 %), forêts (14,4 %), zones agricoles hétérogènes (8,7 %), eaux continentales (2 %), zones urbanisées (0,9 %).
L'IGN met par ailleurs à disposition un outil en ligne permettant de comparer l’évolution dans le temps de l’occupation des sols de la commune (ou de territoires à des échelles différentes). Plusieurs époques sont accessibles sous forme de cartes ou photos aériennes : la carte de Cassini (XVIIIe siècle), la carte d'état-major (1820-1866) et la période actuelle (1950 à aujourd'hui).

## Histoire
Connue sous le nom de Sancti Giranni de Vallius en 1280, Sainct Juliain de Vaux en 1409, paroisse de Sancto Juliano in Vallibus en 1240, la commune porta, au cours de la période révolutionnaire de la Convention nationale (1792-1795), le nom de Mont-Libre,.

## Politique et administration

### Découpage territorial
Saint-Gérand-de-Vaux était rattachée au canton de Neuilly-le-Réal jusqu'en mars 2015. À la suite du redécoupage des cantons du département, effectif depuis les élections départementales de 2015, elle est désormais rattachée au canton de Moulins-2.
Par arrêté préfectoral du 2 janvier 2024, la commune est retirée le 1er janvier 2024 de l'arrondissement de Moulins et rattachée à l'arrondissement de Vichy.

### Liste des maires
| Période                                  | Période                      | Identité             | Étiquette | Qualité     |
| ---------------------------------------- | ---------------------------- | -------------------- | --------- | ----------- |
| Les données manquantes sont à compléter. |                              |                      |           |             |
| avant 1981                               | ?                            | Jean Poncet          |           |             |
| mars 2001                                | mars 2014                    | Mme Annie Fougerouze |           |             |
| mars 2014                                | juillet 2020                 | Olivier Rousseaux    |           | Employé     |
| juillet 2020                             | En cours (au 8 juillet 2020) | Christian Bonnet     |           | Agriculteur |

## Population et société

### Démographie
Les habitants de la commune sont appelés les Saint-Gérandais et les Saint-Gérandaises.
L'évolution du nombre d'habitants est connue à travers les recensements de la population effectués dans la commune depuis 1793. Pour les communes de moins de 10 000 habitants, une enquête de recensement portant sur toute la population est réalisée tous les cinq ans, les populations de référence des années intermédiaires étant quant à elles estimées par interpolation ou extrapolation. Pour la commune, le premier recensement exhaustif entrant dans le cadre du nouveau dispositif a été réalisé en 2007.

En 2022, la commune comptait 395 habitants, en évolution de +2,33 % par rapport à 2016 (Allier : −1,38 %, France hors Mayotte : +2,11 %).
| 1793 | 1800 | 1806 | 1821 | 1831 | 1836 | 1841 | 1846 | 1851 |
| ---- | ---- | ---- | ---- | ---- | ---- | ---- | ---- | ---- |
| 980  | 956  | 686  | 906  | 956  | 952  | 962  | 944  | 964  |

| 1856  | 1861  | 1866  | 1872  | 1876  | 1881  | 1886  | 1891  | 1896  |
| ----- | ----- | ----- | ----- | ----- | ----- | ----- | ----- | ----- |
| 1 021 | 1 100 | 1 232 | 1 234 | 1 264 | 1 268 | 1 307 | 1 259 | 1 213 |

| 1901  | 1906  | 1911  | 1921 | 1926 | 1931 | 1936 | 1946 | 1954 |
| ----- | ----- | ----- | ---- | ---- | ---- | ---- | ---- | ---- |
| 1 206 | 1 174 | 1 096 | 962  | 906  | 871  | 828  | 775  | 755  |

| 1962 | 1968 | 1975 | 1982 | 1990 | 1999 | 2006 | 2007 | 2012 |
| ---- | ---- | ---- | ---- | ---- | ---- | ---- | ---- | ---- |
| 671  | 641  | 504  | 506  | 506  | 465  | 445  | 442  | 402  |

| 2017 | 2022 | - | - | - | - | - | - | - |
| ---- | ---- | - | - | - | - | - | - | - |
| 381  | 395  | - | - | - | - | - | - | - |

## Économie
- Constructions métalliques bourbonnaises : l'entreprise, fondée en 2007 et dirigée par Lilian Mahy, est implantée sur le site de la Rabotine et compte une vingtaine de collaborateurs ; elle est spécialisée dans la conception et la réalisation de charpentes métalliques complexes.

## Culture locale et patrimoine

### Lieux et monuments
- Château Royer : c'est un château Renaissance des XVIe – XVIIIe siècles.
- Château de Saint-Géran.
- Église Saint-Gérand et Saint-Julien. La nef comprend deux travées : la travée est remonte à l'époque romane (XIIe siècle), mais elle a été fortement remaniée, la travée ouest est du XIVe siècle. Un clocher carré, surmonté d'une flèche aujourd'hui couverte d'ardoises, a été accolé au XIXe siècle à l'édifice. Des décors peints anciens ont été découverts dans l'église en 2020[23].

### Personnalités liées à la commune
- Jean-François de La Guiche (v. 1569-1632), comte de Saint-Géran, maréchal de France, gouverneur du Bourbonnais.

### Héraldique
| Blason de Saint-Gérand-de-Vaux | Blason  | Écartelé en sautoir : au 1er d'azur à un glaive de gueules*, au 2e de sinople à un arbre d'or fûté de sable, au 3e de sinople à une tour d'or ouverte et maçonnée de sable, au 4e d'azur à un poisson d'argent. |
| Blason de Saint-Gérand-de-Vaux | Détails | * Il y a là non-respect de la règle de contrariété des couleurs : ces armes sont fautives (gueules sur azur). Le glaive évoque saint Julien, patron de la paroisse locale. L'arbre est repris des armes de la famille Soreau, seigneur du village au XVe siècle et bâtisseur du chœur et de l'abside de l'église. La tour rappelle les nombreux châteaux présents sur le territoire de la commune. Le poisson est pour l'activité de pêche sur les étangs communaux. Enfin, le bleu est pour l'eau des étangs et le vert pour les bois et forêts. Adopté en janvier 2021. |